# ジャン＝バティスト・シルヴェール・ガイエ・ド・マルティニャック
ジャン＝バティスト・シルヴェール・ガイエ・ド・マルティニャック（フランス語: Jean-Baptiste Sylvère Gaye de Martignac、1778年6月20日 - 1832年4月3日）は、フランス復古王政の政治家。マルティニャック子爵。シャルル10世の治世中に首相を務めた中道王党派。

## 生涯
1778年6月20日にボルドーで生まれた。1798年、エマニュエル＝ジョゼフ・シエイエスの秘書になる。一時従軍した後、文学に転向し、演劇をいくつか書いた。フランス第一帝政時代ではボルドーで弁護士として成功を収め、1818年には宮廷の検察官に就任した。1819年にリモージュの検事正に任命された後、1821年にマルマンドから代議院議員に選出された。代議院ではウルトラ王党派のジャン＝バティスト・ド・ヴィレール伯爵の政策を支持した。1822年に無任所大臣（Conseiller d'État）に任命され、1823年には王太子のアングレーム公とともにスペインに向かった。1824年に子爵に叙され、登記総監（director-general of registration）に任命された。
現実政治に直面したマルティニャックは自身のウルトラ王党派の考えを徐々に変えてドクトリネールのそれに接近した。そして、ヴィレールが失脚すると、シャルル10世はマルティニャックに妥協政策の実施を命じ、マルティニャックは1828年1月4日に内務大臣に任命され、閣僚評議会議長としての任命はなされなかったが実質的に内閣を率いた。マルティニャックは検閲を廃止する法律を成立させ、シャルル10世に1828年6月16日のイエズス会と小規模な神学校に関する法令を署名させることに成功した。
しかし、彼は極左と極右からの攻撃にさらされ、両者が結託した結果1829年4月に代議院でマルティニャックの議案が廃案に追い込まれた。シャルル10世ははなからマルティニャックの政策を信頼しておらず、彼を更迭して代わりにジュール・ド・ポリニャックを首相に任命した。1830年3月、マルティニャックは国王への反対を表明する議案に賛成票を投じた。しかし、その後の七月革命ではレジティミストに復帰した。マルティニャックが最後に公的に姿を現したのは1830年12月に貴族院でポリニャックを弁護するときだった。

## 著作
- Bordeaux au mois de Mars 1815（1830年）[1]
- Essai historique sur les révolutions d'Espagne et l'intervention française de 1823（1832年）[1]